# Љештини
Љештини (слч. Leštiny) насељено је мјесто са административним статусом сеоске општине (слч. obec) у округу Долни Кубин, у Жилинском крају, Словачка Република.

## Становништво
| Година:    | 1994. | 2004. | 2014.    | 2024.    |
| ---------- | ----- | ----- | -------- | -------- |
| Број људи: | 225   | 225   | 265      | 308      |
| Разлика:   |       | +0 %  | +17,77 % | +16,22 % |

| Година:    | 2023. | 2024.   |
| ---------- | ----- | ------- |
| Број људи: | 309   | 308     |
| Разлика:   |       | -0,32 % |

Према подацима о броју становника из 2011. године насеље је имало 257 становника.